# 2202 Pele
2202 Pele là một tiểu hành tinh vành đai chính. Nó là dạng thiên thạch Sao Hỏa (Mars-crosser asteroid), và là dạng thiên thạch bay theo quỹ đạo của Sao Hỏa. Nó là dạng thiên thạch Amor, và là dạng thiên thạch tiếp cận quỹ đạo Trái Đất từ phía dưới nhưng không đi qua. Vì vậy nó được coi là thiên thạch gần Trái Đất.